# Roche Ronde
Roche Ronde är ett berg i Kanada.   Det ligger i provinsen Alberta, i den centrala delen av landet, 3 100 km väster om huvudstaden Ottawa. Toppen på Roche Ronde är 2 138 meter över havet.
Terrängen runt Roche Ronde är kuperad västerut, men österut är den bergig. Trakten runt Roche Ronde är nära nog obefolkad, med mindre än två invånare per kvadratkilometer..
I omgivningarna runt Roche Ronde växer i huvudsak barrskog.